# Фаналока
Фаналоката (Fossa fossana), също мадагаскарска цивета, е вид бозайник от семейство Мадагаскарски мангустоподобни (Eupleridae), единствен представител на род Fossa. Видът е почти застрашен от изчезване.

## Разпространение и местообитание
Разпространен е в Мадагаскар.